# Кущица
Кущица (на сръбски: Куштица или Kuštica) е село в община Буяновац, Пчински окръг, Сърбия.

## История
В края на XIX век Кущица е село в Прешевска кааза на Османската империя. Според статистиката на Васил Кънчов („Македония. Етнография и статистика“) от 1900 година Кущица е населявано от 270 жители българи християни и 50 арнаути мохамедани. Според патриаршеския митрополит Фирмилиан в 1902 година в Кущица има 41 сръбски патриаршистки къщи.
В 1928 година на основите на по-стар храм е издигната църквата „Св. св. Константин и Елена“.
В 2002 година в селото има 174 сърби и 1 непосочил.

## Преброявания
- 1948 – 404
- 1953 – 419
- 1961 – 414
- 1971 – 409
- 1981 – 301
- 1991 – 231
- 2002 – 178